# Altstadt in Gliwice

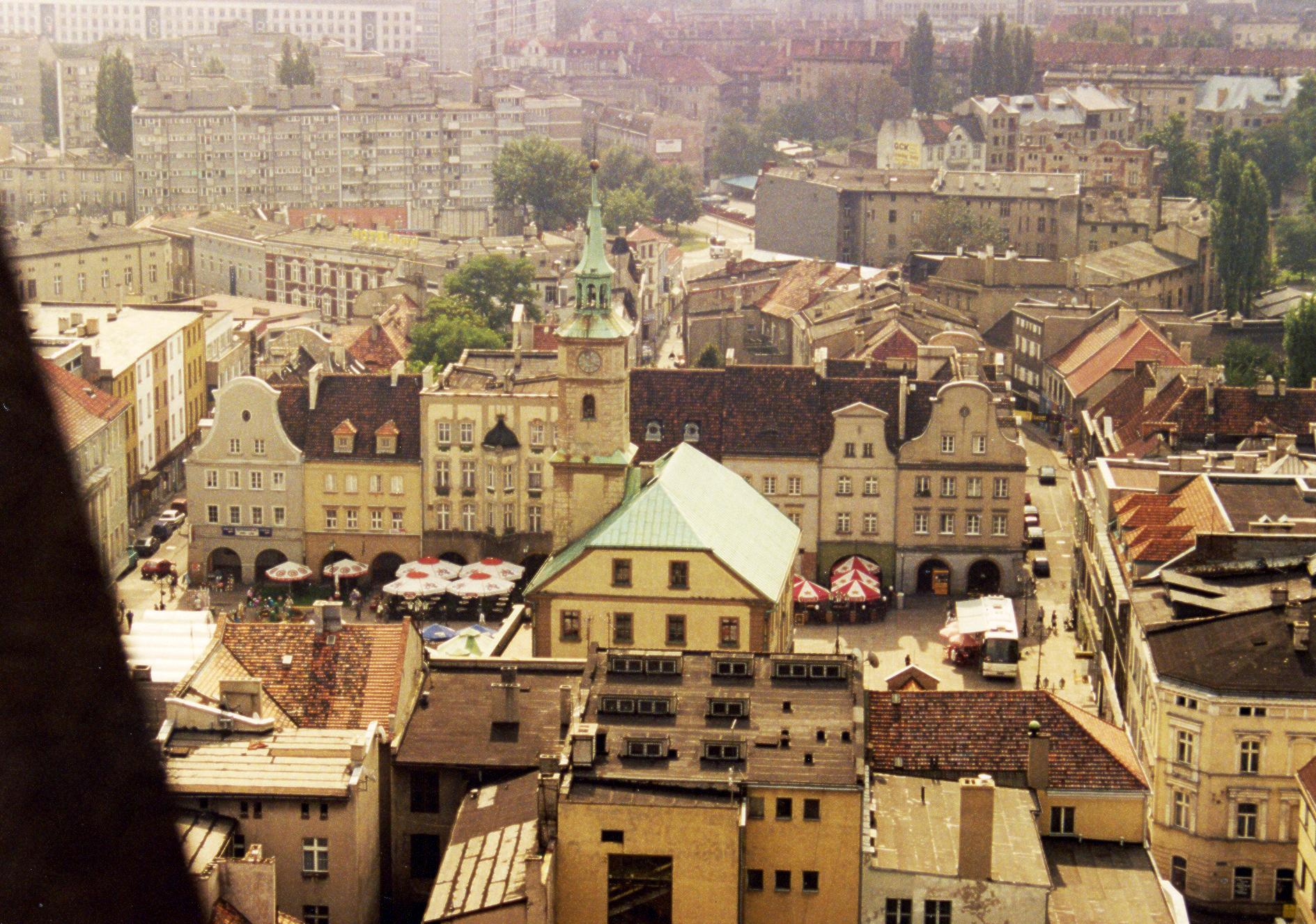
Die Altstadt

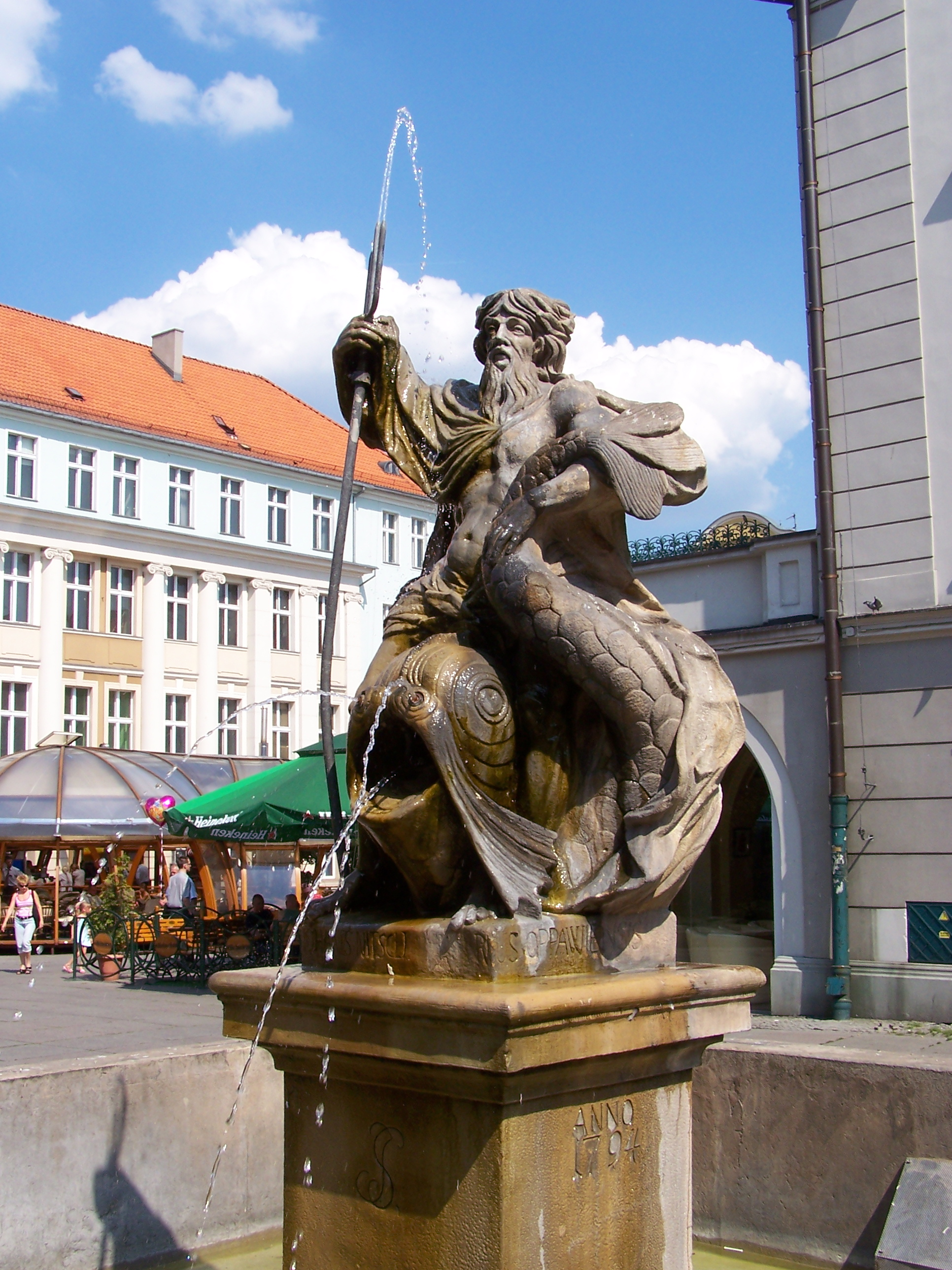
Der Neptunbrunnen

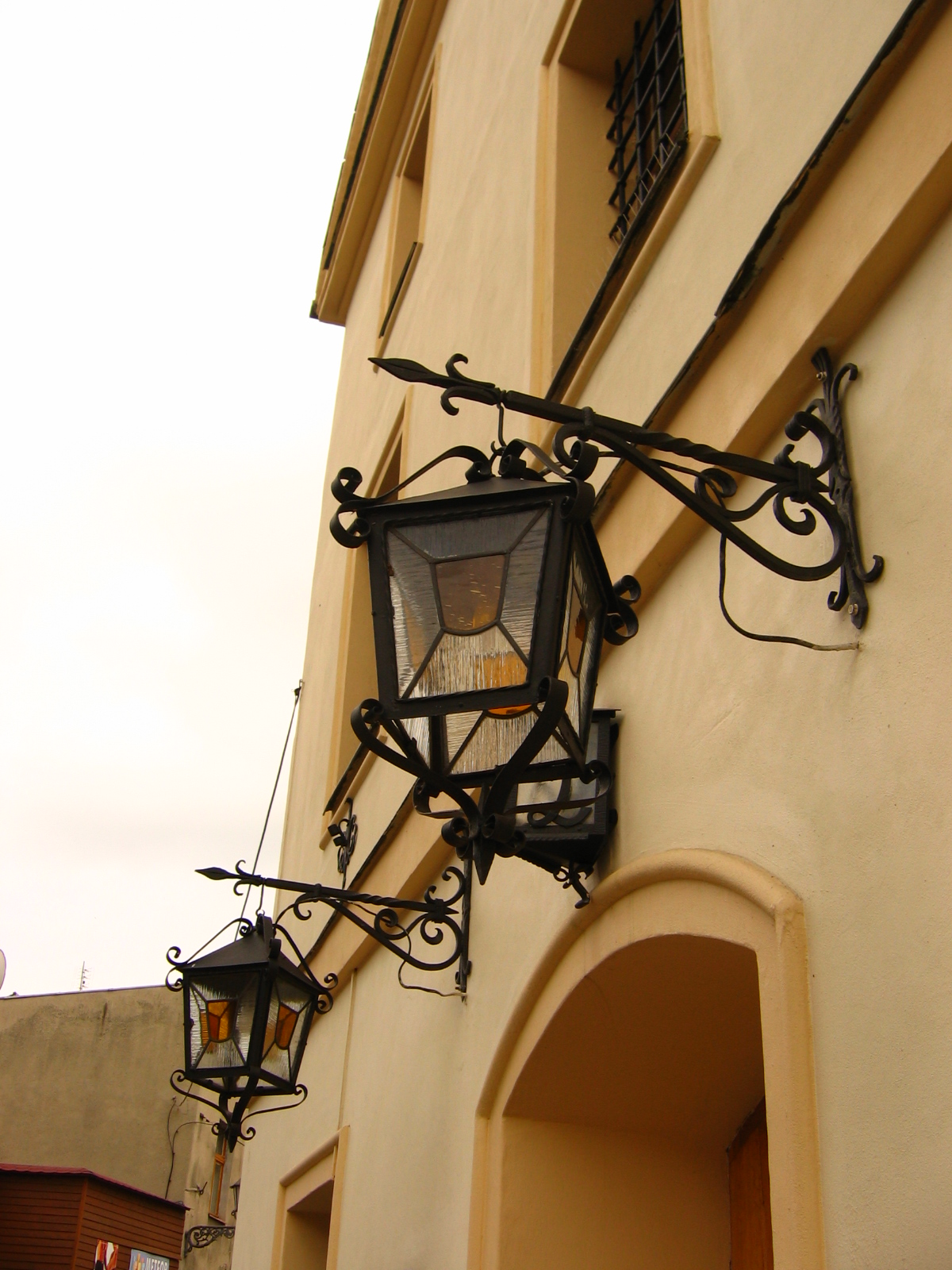
Wohnhaus

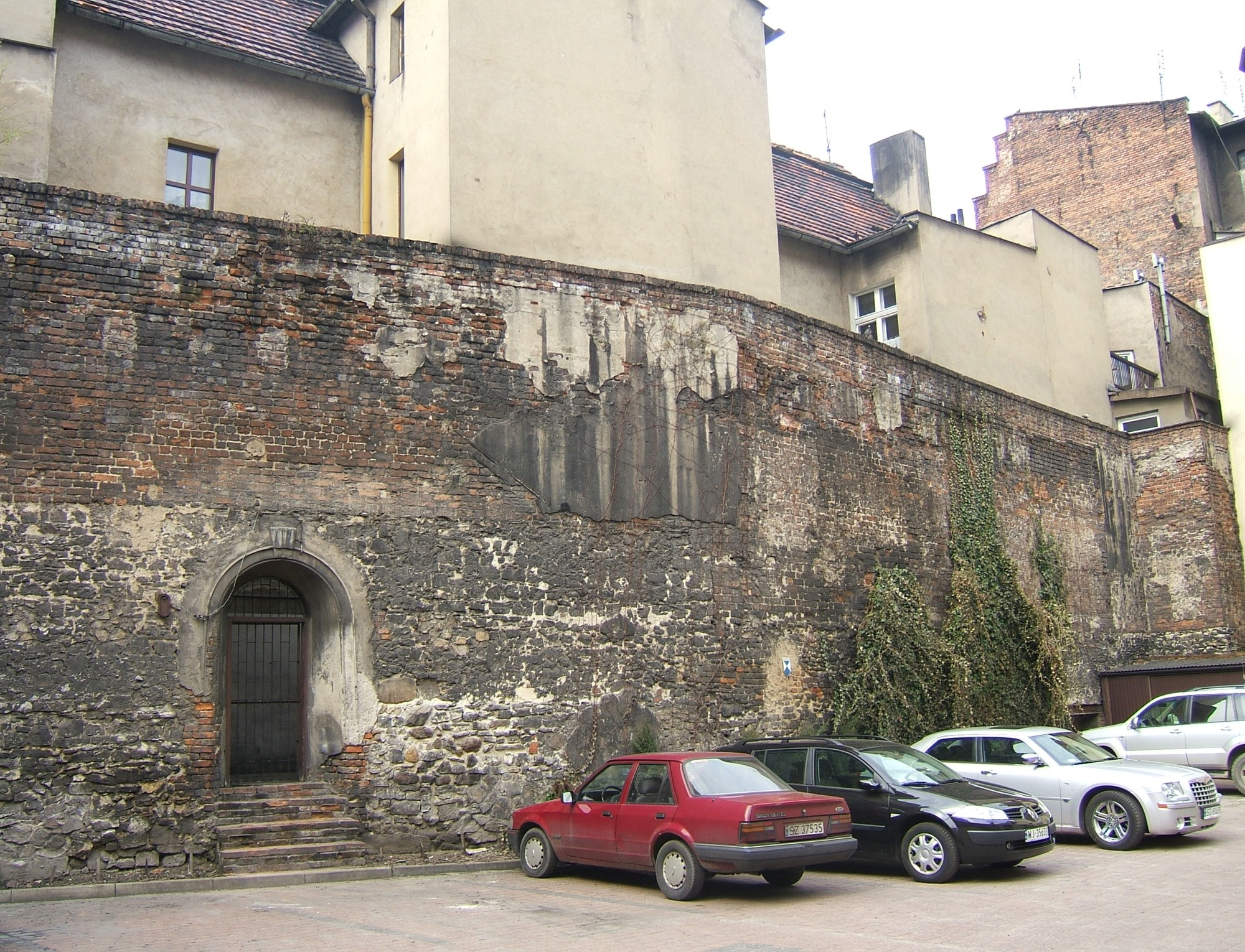
Stadtmauer

Die Altstadt in Gliwice (dt. Gleiwitz) entspricht in ihrer Fläche dem historischen Stadtkern.
Die Altstadt hat die Form eines Ovals, deren äußerste Straßen sind die ulica Dolnych Wałów (die Niederwallstraße) und die ulica Górnych Wałów (die Oberwallstraße) gliedern. Die Straßen innerhalb dieses Ovals sind schachbrettartig angelegt, in dessen Mitte befindet sich der sogenannte Ring, der quadratische Marktplatz der Altstadt. 
Die Altstadt hat eine Achse von 386 m und erstreckt sich auf einem Gebiet von 9,1 ha.
Umgeben war der ovale Grundriss von einer Stadtmauer, von der noch wenige Reste vorhanden sind. Sie verfügte über zwei Tore, das Ratiborer Tor (auch Schwarzes Tor) und das Beuthener Tor (Weißes Tor), 29 Türme (Basteien) und hatte eine Höhe von neun Metern, eine Breite von 1,2 m und eine Länge von 1125 m.

## Sehenswürdigkeiten
- Das Rathaus
- Das Schloss
- Die Wehrmauer
- Die Allerheiligenkirche
- Historische Wohnhäuser

### Standbilder
- Der Neptunbrunnen

## Straßen

### Ost-West-Richtung
- Kirchstraße (Kościelna)
- Pfarrstraße (Plebańska) – Tarnowitzr Straße (Jana Matejki)
- Ratiborer Straße (Raciborska) – Beuthener Straße (Bytomska) – Turmstraße (Basztowa)
- Lange Straße (Kaczyniec)
- Mauerstraße (Grodowa) – Wetz (Wysoka und Pod Murami)

### Nord-Süd-Richtung
- Mittelstraße (Średnia)
- Karlstraße (Krupnicza) – Kurze Gasse (Krótka)
- Bankstraße (Bankowa) – Schützenstraße (Heute Teil von Zwycięstwa)
- Stockgasse (Tkacka)

### Marktplätze
| - Ring (Rynek) - Kirchplatz (Plac Wszystkich Świętych) |  | - Milchmarkt (Plac Mleczny) - Fleischmarkt (Plac Rzeźniczy) |  | - Karlsplatz (Heute Teil von Krupnicza) - Wilhelmsplatz (Plac Inwalidów Wojennych) |